# Franz Ludwig Stadlin
Franz Ludwig Stadlin (* 18. Juni 1658 in Zug, Schweiz; † 14. April 1740 in Peking) war ein Schweizer Jesuit und Kaiserlicher Hofuhrmacher am Hof in China.

## Kurzbiografie
Franz Ludwig Stadlin ist im Zuger Taufbuch als Franciscus Leonitus eingetragen. Er war längere Zeit als Uhrmachermeister in Deutschland und Österreich tätig, arbeitete bei Meistern in Ulm, Wien, Prag, Danzig, Königsberg, Dresden und Berlin. Im Jahre 1687 trat Franz Ludwig Stadlin in Brünn in die Böhmische Provinz des Jesuitenordens ein. Er kam 1707 nach China und wirkte dort 33 Jahre in Peking, wo er 1740 verstarb.

## Dokumente des Stadtpfarrers
Aus Dokumenten, die der Stadtpfarrer Franz Weiss im Zuger Neujahrsblatt 1915 ausgewertet hat, geht hervor, dass der beliebte Jesuitenbruder in seinen alten Tagen die deutsche Muttersprache fast vergessen hatte und sie sowohl mit dem Portugiesischen, das er wohl bei seinem Aufenthalt in Portugal vor der Abreise nach China pflegte, wie auch mit dem Chinesischen vermischte, da er beide Sprachen nicht vollkommen beherrschte.

Der Grabstein in Peking

Besonders trauerten um ihn bei seinem Tod die Hofeunuchen, die er in die Uhrmacherkunst eingeführt hatte. Kaiser Kangxi aus der Mandschu-Dynastie schätzte ihn sehr, was bewiesen wird durch die Tatsache, dass Stadlin ein feierliches Begräbnis, ein in China gesellschaftlich hochrangiges Ereignis aus Mitteln des Kaiserhofes ermöglicht wurde, nämlich durch die Spende von 200 Unzen Silber und 10 Ballen Seide. Dies steht auf einem Grabstein in Peking.
Es wird erzählt das Kaiser Kangxi immer wieder persönlich das Handwerk Stadlins mit grossem Interesse an Ort und Stelle verfolgte. Das feierliche Begräbnis ermöglichte ein Nachfolger von Kaiser Kangxi (1662–1722) mit Namen Qianlong (1736–95).

### Christlicher Friedhof in Peking
Tatsächlich ist im ältesten christlichen Friedhof der Chinesischen Hauptstadt noch der Grabstein des Zugers vorhanden. Es handelt sich dabei den Friedhof Shalan im Westen der Stadt. In einer kürzlich erschienenen Publikation haben Edward J. Malatesta und Gao Zhiu die Grabsteine des Friedhofes dokumentiert. Es sind hier Jesuiten, die in Peking wirkten, begraben. Der Friedhof geht zurück bis ins Jahr 1610 und enthält 73 Grabsteine, der letzte von 1895.
Nur drei entstammen dem 19. Jahrhundert; nach 1799 gibt es eine große Zäsur, da der Jesuitenorden bekanntlich 1774 vorübergehend aufgehoben wurde. Der erste auf dem Friedhof Begrabene ist der berühmte italienische Jesuit Matteo Ricci, der 1610 starb. Neben ihm liegt Giacomo Rho begraben, ebenfalls ein bekannter Gelehrter, gestorben 1638, sowie der Deutsche Johann Adam Schall von Bell, gestorben 1666. Es fällt auf, dass zahlreiche europäische Nationen vertreten sind, unter ihnen vor allem Portugiesen. Portugal besass nämlich die Kolonie Macau und war als Seemacht immer noch bedeutend. Ferner sind Deutsche, Franzosen, Italiener, Österreicher, aber auch Chinesen, darunter aus Macao stammende Jesuiten, mit Grabsteinen vertreten.
Als einziger Schweizer liegt Franz Stadlin auf dem Friedhof begraben. Die Inschrift auf seinem Grabstein ist auf Lateinisch und Chinesisch abgefasst. Der lateinische Text lautet: D(omino), O(ptimo), M(aximo). F(rater) Franziskus Stadlin Helvetius Tugiensis Vixit in Societate LIII Annos Et Ex His Pekini Exegit XXXIII. Habilis Atque Indefessus In Arte Automataria. Obiit In Domino XIV April(is) A(nni) C(hristi) MDCCXI Aetatis Suae LXXXII. Zu Deutsch: Gott dem Besten und Grössten, Bruder Franz Stadlin aus Zug in der Schweiz. Er lebte 53 Jahre in der Gesellschaft Jesu. Davon verbrachte er 33 Jahre in Peking. Er war geschickt und unermüdlich in der Kunst der Automatik (d. h. als Uhrmacher). Er starb im Herrn am 14. April im Jahre 1740 nach Christus im Alter von 82 Jahren. Der chinesische Text trägt in der Mitte von oben nach unten den Titel: Grab des Jesuiten des ehrenhaften Lin (Franz Stadlin).
Daneben steht in deutscher Übersetzung: Meister Lin wurde Jige (Franziskus) genannt und hatte den Übernamen Yukan. Er war gebürtig aus deutschen Landen, am großen westlichen Ozean. Er schloss sich im Alter von 29 den Mitgliedern der Gesellschaft Jesu an, um die heilige Lehre zu verbreiten. Im 46. Jahr der Herrschaft von Kaiser Kangshi (1707) kam er nach China und zog in die Hauptstadt (Peking), um am kaiserlichen Palast zu dienen. Er starb am 18. Tag des 3. Monats des 15. Jahres der Qianlong-Herrschaft (am 14. April 1740). Aus der kaiserlichen Schatzkammer wurden für das Begräbnis 200 Unzen Silber und 10 große Ballen Seide gespendet. Er erreichte das Alter von 82 Jahren, 53 davon war er in der Gesellschaft Jesu.

## Signatur
Stadlin signierte, wie alle für den Kaiser hergestellten Kunstgegenstände, seine Meisterwerke mit der kaiserlichen Gravur „Kangxi Yu Zhi“, hergestellt auf Befehl des Kaisers während der Kangxi Periode.

## Unternehmen
Das Unternehmen Stadlin bezieht sich auf diese Tradition des Franz Ludwig Stadlin und wirbt mit dem Signet Kaiserlicher Hofuhrmacher. Der Hauptsitz befindet sich in Basel.